# Kazue Hoshi
Kazue Hoshi (jap. 星 和枝, Hoshi Kazue; * um 1960) ist eine japanische Badmintonspielerin. 

## Karriere
Kazue Hoshi wurde 1985 nationale Meisterin in Japan, wobei sie im Damendoppel mit Kazuko Takamine erfolgreich war. Ein Jahr später wurde sie bei den nationalen Titelkämpfen Dritte im Doppel mit Yōko Koizumi. International war sie unter anderem bei den Japan Open 1989, 1990 und 1991 am Start.

## Sportliche Erfolge
| Saison | Veranstaltung                | Disziplin   | Platz | Name                          |
| ------ | ---------------------------- | ----------- | ----- | ----------------------------- |
| 1985   | Japan: Einzelmeisterschaften | Damendoppel | 1     | Kazuko Takamine / Kazue Hoshi |
| 1986   | Japan: Einzelmeisterschaften | Damendoppel | 3     | Yōko Koizumi / Kazue Hoshi    |